# 662 هـ
662 هـ هي سنة في التقويم الهجري امتدت مقابلةً في التقويم الميلادي بين سنتي 1263 و1264.

## أحداث
- البدء ببناء جامع يلبغا في دمشق

## وفيات
- ابن بزيزة
- الرشيد العطار
- القباري (شخص)

- مجد الدين الوتري وهو شاعر وفقيه شافعي.